# Gare de JR Namba
La gare de JR Namba (JR難波駅, Jeiāru-Nanba-eki) est une gare ferroviaire de la ville d'Osaka au Japon. Elle est située dans le quartier de Namba, dans l'arrondissement de Naniwa. La gare est gérée par la JR West.
Les gares de Namba (Nankai et métro d'Osaka) et d'Osaka-Namba (Kintetsu et Hanshin) sont situées à proximité.

## Situation ferroviaire
La gare de JR Namba marque le terminus de la ligne principale Kansai (PK 54,0 de la ligne Yamatoji).

## Histoire
La gare est inaugurée le 1er mars 1899 sous le nom de gare de Minatomachi (湊町駅). Elle est renommée gare de JR Namba en 1994.

## Services aux voyageurs

### Accès et accueil
La gare, située en souterrain, est ouverte tous les jours.

Accès et accueil
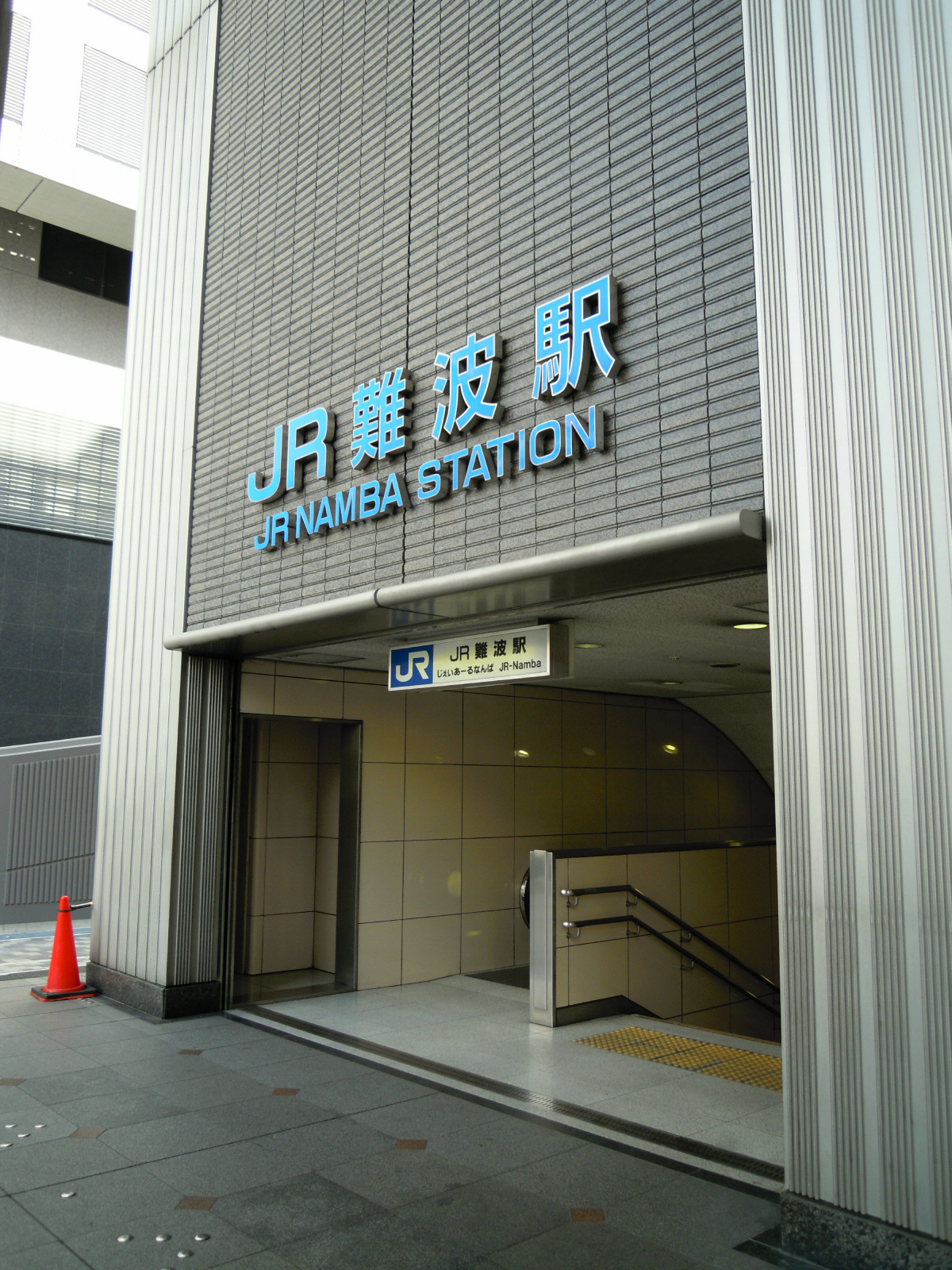
En 2010.
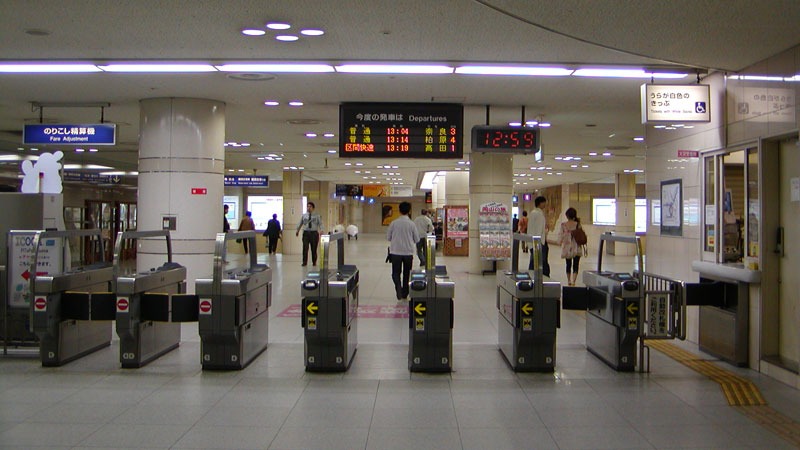
En 2007
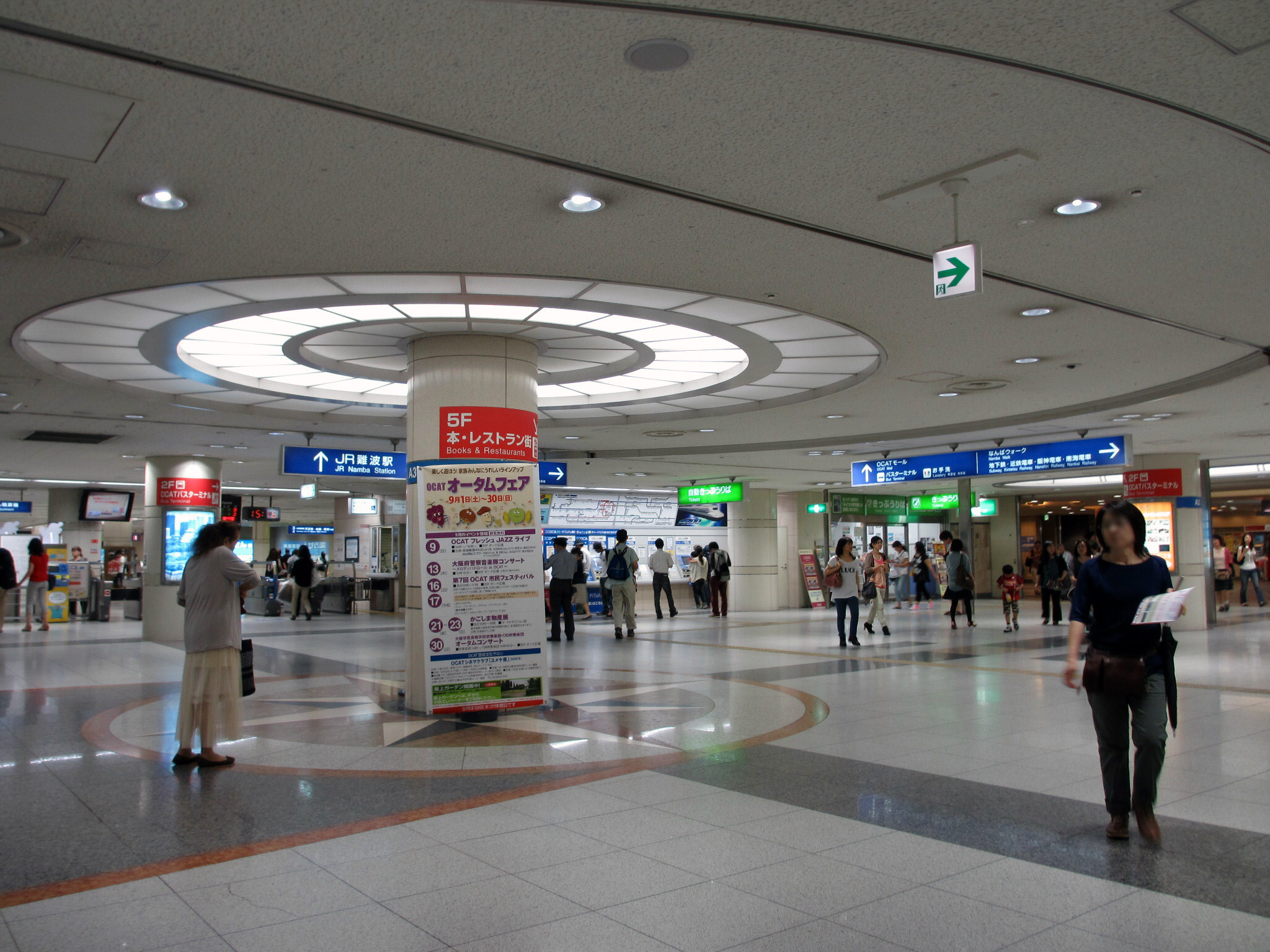

### Desserte
Ligne Yamatoji : voies 1 à 4 : direction Tennōji, Ōji, Nara et Takada.

Voies, quais et desserte
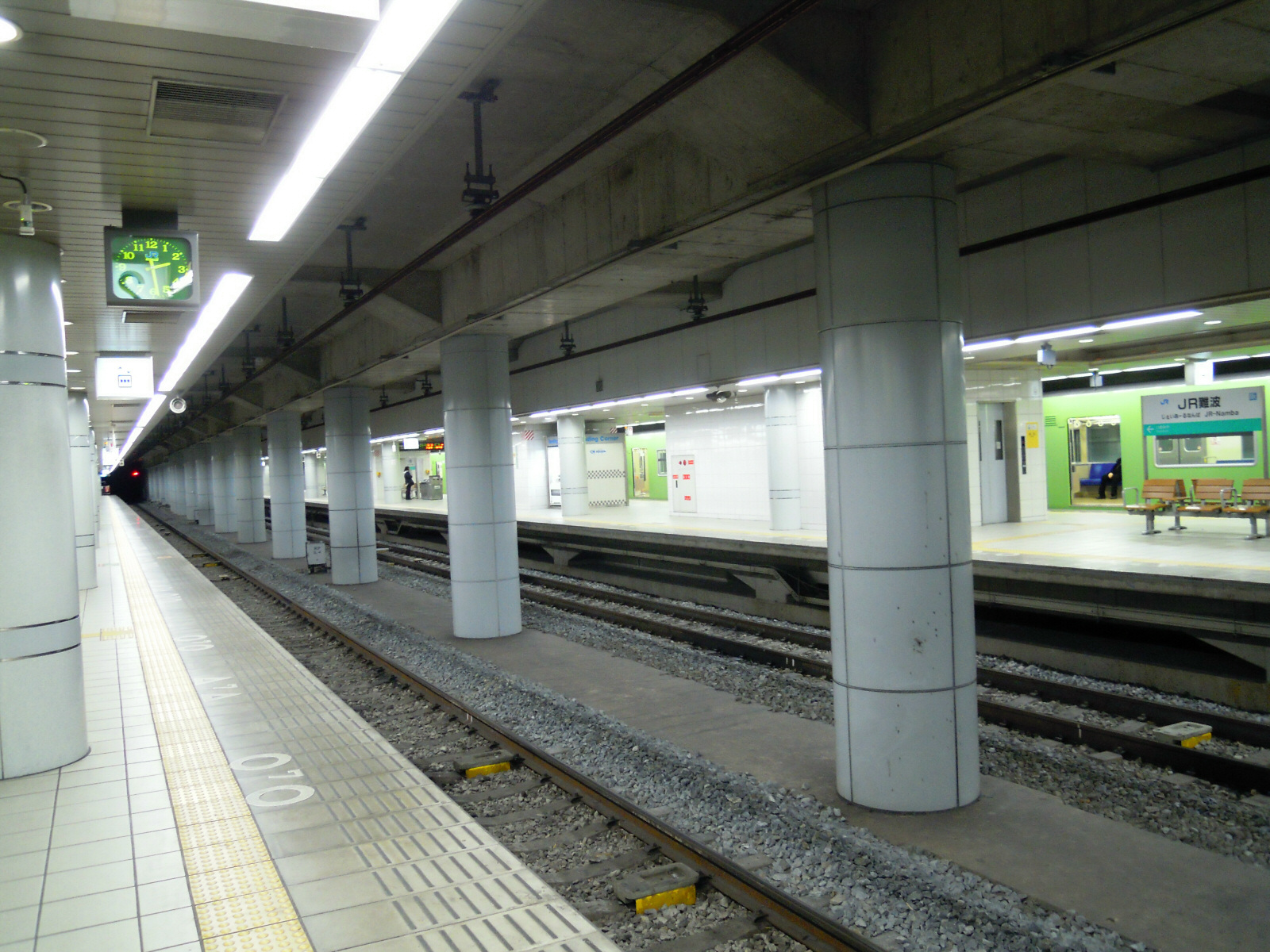
En 2010.
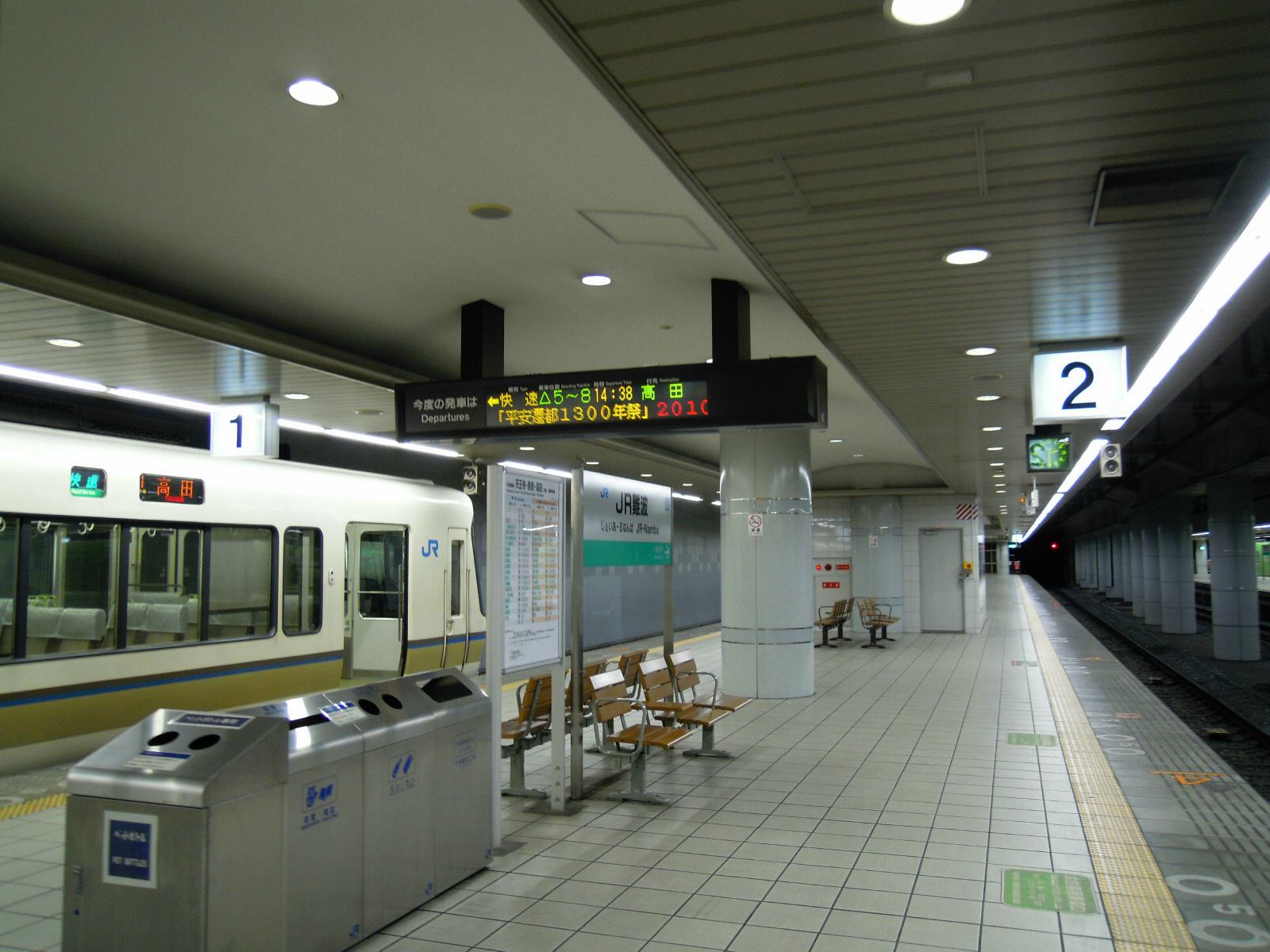
En 2010.
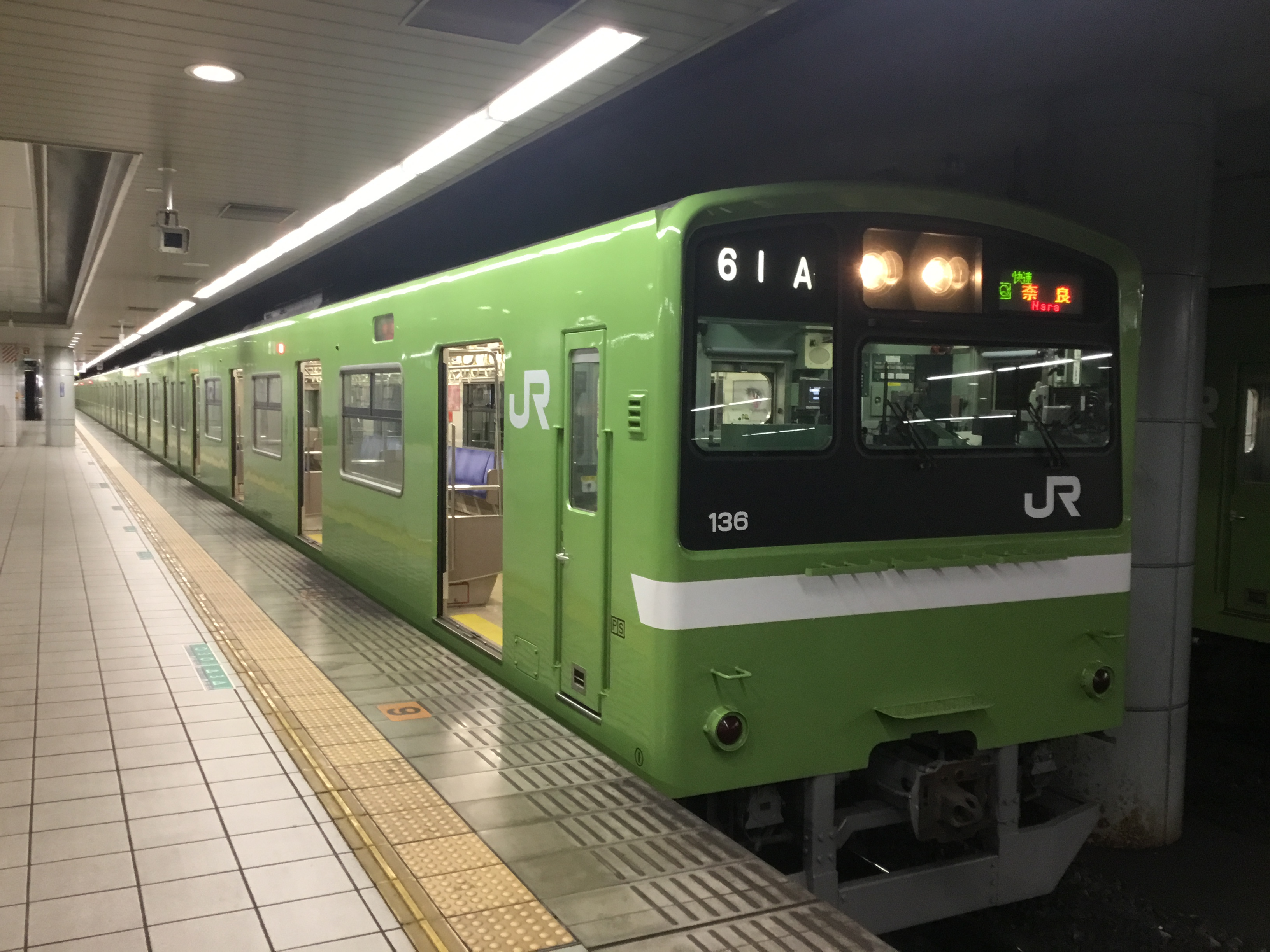
En 2020.